# Банкнота от един милион лири
„Банкнота от един милион лири“ (на английски: The Million Pound Note или Man with a Million или Big Money) е английски филм комедия с участието на Грегъри Пек. Филмът е заснет по мотиви на разказ на Марк Твен.
Хенри Адамс (Грегъри Пек), по случайност попаднал в Лондон безработен американски моряк е без работа, с вехти дрехи и гладен. Той се разхожда по улиците, посещава американското посолство с надежда да намери работа. Двама милионери го забелязват и го повикват от техния балкон. Те му правят необичайно предложение – дават му банкнота от един милион лири при следните условия: ако тази банкнота не бъде сменена от Адамс в течение на един месец, той ще получи каквато и да е работа. Адамс преминава през редица изпитания и получава славата на ексцентричен милионер благодарение на банкнотата. Благодарение на тази банкнота той намира и любов.